# Célia Sacramento
Célia Oliveira de Jesus Sacramento (São Paulo, 28 de julho de 1967) mais conhecida como Célia Sacramento é uma contadora, ativista e política brasileira filiada a Rede Sustentabilidade. Foi Vice-prefeita de Salvador durante a primeira gestão de ACM Neto (DEM) à frente do Palácio Tomé de Sousa.

## Trajetória política

### Vice-prefeita de Salvador (2013-2016)
Na eleição municipal de Salvador em 2012 concorreu ao cargo de vice-prefeita de Salvador, pelo Partido Verde na chapa encabeçada por ACM Neto (DEM). Neto e Célia representaram a chapa É hora de defender Salvador, composta além do DEM e do PV, pelo PSDB, pelo PTN e pelo PPS. Foram eleitos em segundo turno com 717.865 votos, que representaram 53,51% do eleitorado soteropolitano.
Célia tomou posse como Vice-prefeita junto a ACM na Câmara Municipal de Salvador, em 1.º de janeiro de 2013. Sua atuação enquanto vice pautou-se somente na realização dos despachos administrativos junto ao prefeito, entretanto, esteve responsável na implementação de novas políticas públicas especialmente voltadas à igualdade racial.
Recebeu o título de Cidadã Soteropolitana no auditório do Centro Cultural da Câmara Municipal em 30 de julho de 2013, a homenagem foi entregue ainda como comemoração do Dia Municipal da Mulher Negra e pelo Dia Mundial da Mulher Afro-latino-americana e Afro-Caribenha, comemorad.
Em 8 de outubro de 2014 assumiu a titularidade da prefeitura de Salvador por um período de 3 dias, até o dia 10, sendo oficialmente a primeira mulher negra a assumir o executivo da capital baiana.
Em 2015, enquanto vice-prefeita, também acumulou a vice-presidência do Congresso Global de Líderes Africanos e Afro descendentes. Representando o município, realizou articulações da reunião da executiva nacional, que acontecera na cidade de São Paulo com a Secretaria Municipal de Promoção da Igualdade Racial. No evento da cúpula do congresso, definiu-se que a sede seria na África.

### Candidata a Vice-presidente do Brasil (2014)
Na eleição presidencial do Brasil em 2014 foi candidata à vice-presidente na chapa de Eduardo Jorge (PV). Célia e Eduardo foram derrotados em primeiro turno, com 630.099 votos, que representaram 0,61% do eleitorado brasileiro. no segundo turno, tanto o Partido Verde, quanto o presidenciável apoiaram a candidatura de Aécio Neves, do Partido da Social Democracia Brasileira.

### Candidata a Prefeita de Salvador (2016)
No cenário prévio da eleição municipal de Salvador em 2016, rompeu com o prefeito ACM Neto (DEM) de quem foi eleito vice em 2012 e anunciou sua candidatura a prefeita de Salvador pelo Partido Pátria Livre. O rompimento de Neto e Célia deu-se devido a preferencia de ACM em disputar a prefeitura ao lado de Bruno Reis, então filiado do Partido do Movimento Democrático Brasileiro e Secretário Municipal de Promoção Social, Esporte e Combate a Pobreza de Salvador. Bruno havia sido assessor parlamentar de ACM na Câmara dos Deputados e nutria uma profunda amizade com o peemedebista, com quem militou anteriormente no PFL Jovem. Célia teve como candidata à vice em sua chapa Rivanda Mendonça (PPL). Terminaram a eleição em 6.º lugar ainda no primeiro turno, uma vez que ACM fora reeleito angariando 73,99% do eleitorado, enquanto Célia, apenas 0,23%.

### Candidata a Governadora da Bahia (2018)
Em 2018 fora candidata da Rede Sustentabilidade ao cargo de governadora da Bahia, tendo como candidato a vice-governador na chapa o empresário e seu correligionário José Itamário. Célia novamente termina uma disputa eleitoral em 6.º lugar, ainda em primeiro turno, sendo derrotada pelo então governador Rui Costa, do PT, que buscava a reeleição.

## Referência
1. ↑  «Programa entrevista candidatas a vice-prefeita de Salvador». Secretaria Estadual de Comunicação Social da Bahia. 16 de outubro de 2012. Consultado em 26 de julho de 2025
2. ↑  «ACM Neto é eleito prefeito de Salvador-BA». Tribunal Superior Eleitoral. 28 de outubro de 2012. Consultado em 26 de julho de 2025
3. ↑  Fernando, Luiz (18 de junho de 2012). «Com slogan "É hora de defender Salvador", Neto pretende alcançar a prefeitura». Bnews. Consultado em 26 de julho de 2025
4. ↑  «Eleições 2012 – Apuracao Salvador zona eleitoral». g1.globo.com. Consultado em 26 de julho de 2025
5. ↑  BA, Do G1 (1 de janeiro de 2013). «Vereadores e prefeito ACM Neto tomam posse em Salvador». Bahia. Consultado em 26 de julho de 2025
6. ↑  «Célia Sacramento recebe título de cidadã soteropolitana na Câmara». Partido Verde. 1 de agosto de 2013. Consultado em 26 de julho de 2025
7. ↑  News (Twitter: @bocaonews), Redação Bocão (29 de julho de 2013). «Vice-prefeita recebe título de cidadã de Salvador». Bnews. Consultado em 26 de julho de 2025
8. ↑  Negra, Geledés Instituto da Mulher (9 de janeiro de 2014). «Salvador tem a primeira mulher negra á assumir prefeitura». Geledés. Consultado em 26 de julho de 2025
9. ↑  «Vice Prefeita de Salvador visita a SMPIR». Secretaria Municipal de Promoção da Igualdade Racial. 5 de março de 2015. Consultado em 26 de julho de 2025
10. ↑  «10 notícias da tarde e noite deste sábado, 14 | Blog Além da Copa, teve isto da Rede Globo». Além da Copa, teve isto. 14 de junho de 2014. Consultado em 27 de julho de 2025
11. ↑  G1, Do; Brasília, em (8 de outubro de 2014). «PV e Eduardo Jorge anunciam apoio a Aécio Neves no segundo turno». Eleições 2014 no Distrito Federal. Consultado em 27 de julho de 2025
12. ↑  «Depois de romper com ACM Neto, Célia perde cargos na prefeitura, diz coluna - Metro 1». Depois de romper com ACM Neto, Célia perde cargos na prefeitura, diz coluna - Metro 1. Consultado em 27 de julho de 2025
13. ↑  BA, Do G1 (5 de agosto de 2016). «PPL anuncia candidatura de Célia Sacramento à prefeitura de Salvador». Eleições 2016 na Bahia. Consultado em 27 de julho de 2025
14. ↑  «Rede confirma Célia Sacramento como candidata ao governo da Bahia». G1. 28 de julho de 2018. Consultado em 27 de julho de 2025
15. ↑  «Resultado da apuração do 1º turno das Eleições 2018 - Bahia (BA) para governador, senador, deputado federal e deputado estadual.». G1. Consultado em 27 de julho de 2025